# 圣若翰洗者堂 (斯特拉斯堡)
圣若翰洗者堂（法語：Église Saint-Jean-Baptiste de Strasbourg）是一座罗马天主教堂区教堂，供奉圣若翰洗者，位于法国斯特拉斯堡车站区（Quartier de la Gare）的圣若翰滨河路（quai Saint-Jean）。
1946年2月21日，该建筑公布为法国历史遗迹。

## 历史

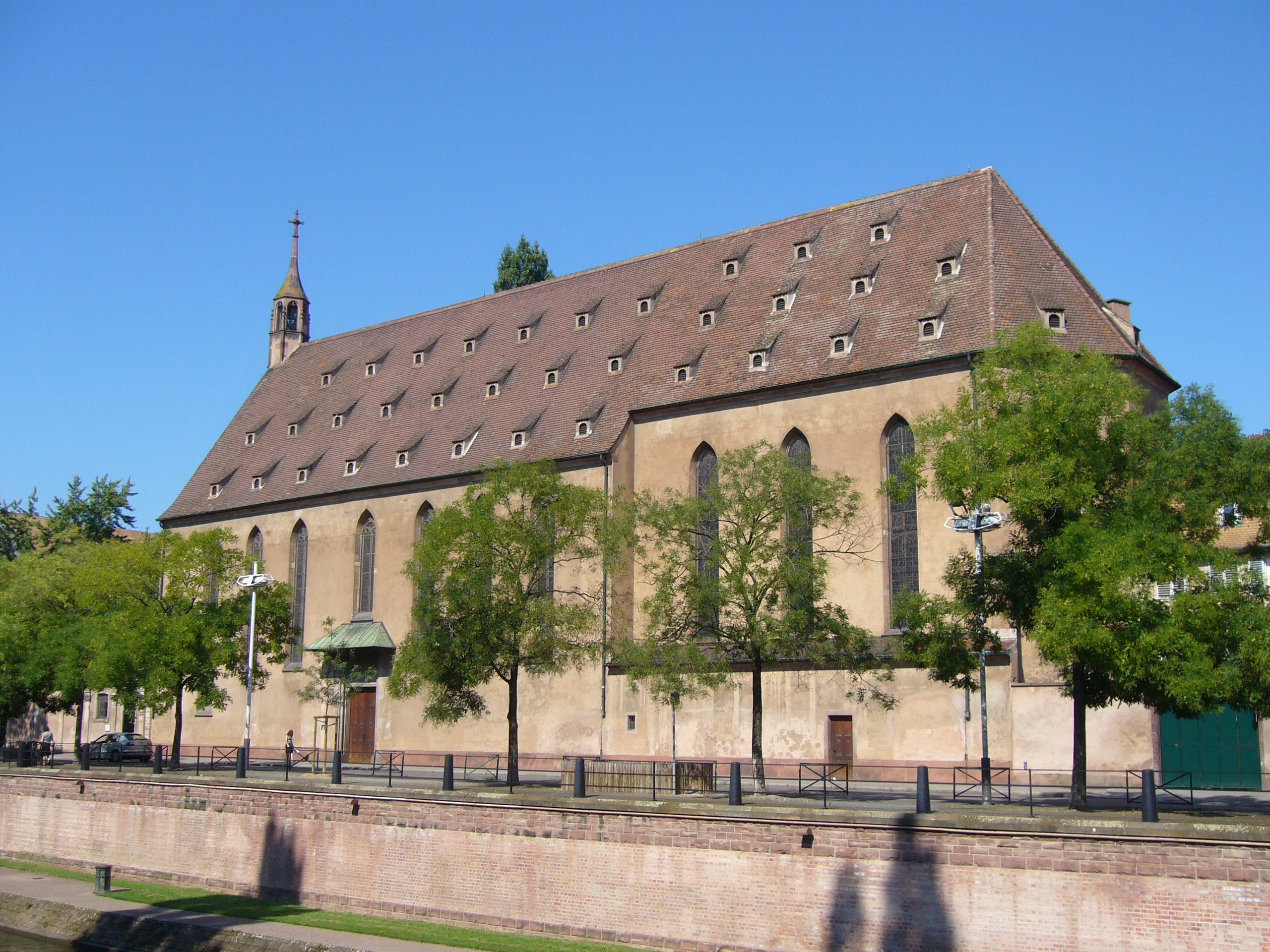